# الفرائطة
الفرائطة هي بلدة تقع في الجنوب الشرقي لمدينة قلعة السراغنة، تبعد عن مدينة قلعة السراغنة حولي 21 كيلومتر وترتفع عن سطح البحر بحولي 559 متر، وتعد إحدى الجماعات القروية التابعة لإقليم قلعة السراغنة، البلدات القرية المحادية للبلدة كالتالي من الشمال الجبيل وأولاد يعقوب من الجنوب العطاوية وأولاد سيدي عيسى بن سليمان وأولاد عراض من الشرق المزم من الغرب العثامنة والدزوز.
يوجد فيها من أهم الأسواق الأسبوعية في المنطقة كل يو م الأحد، يبلغ عدد سكانها10.555 نسمة حسب إحصاء 2004
يمر من الفرائطة نهرين: واد الأخضر وواد تساوت.
تعتمد الفرائطة على الفلاحة بشكل أكبر وبعض الصناعات المحلية.
يوجد فيها مدرستين أساسيتين في المركز: مجموعة مدارس مركز الفرائطة الابتدائية وإعداية فخر الدين الرازي، وبعض المدارس الابتدائية في القرى مثل مدرسة القصور التي تعد أول مدرسة في الفرائطة ومدرسة سيدي علي ومدرسة سيدي موسى ومدرسة أولاد البخاري ومدرسة أولاد زراد ومدرسة أولاد قاسم ومدرسة أولاد عبد الله.
ثم يوجد أيضا مستوصف طبي ومكتب البريد في مركز البلدة، أما قرب إعدادية الرازي يوجد دار الطالب لإيواء الطلبة من قرى بعيدة.

## قرى بلدة الفرائطة
- أولاد سعدون
- القصبة
- القصور
- أولاد البخاري
- أولاد سيدي علي
- أولاد نزار
- أولاد علي
- أولا عبد الله
- أولاد سمان
- أولاد عبد الحق
- أولاد الفقراء
- أولاد سيدي موسى
- أولاد الوندة
- أولاد عبد القادر الجيلاني
- القبالة